# Comune di Sorø
Il comune di Sorø è un comune danese situato nella regione della Selandia con sede amministrativa nella cittadina omonima.
Uno dei più importanti edifici presenti a Sorø è il monastero fatto edificare dall'arcivescovo Absalon intorno al XII secolo.
Il comune è stato riformato in seguito alla riforma amministrativa del 1º gennaio 2007 accorpando i precedenti comuni di Dianalund e Stenlille.

## Centri abitati
I centri abitati principali del comune sono:

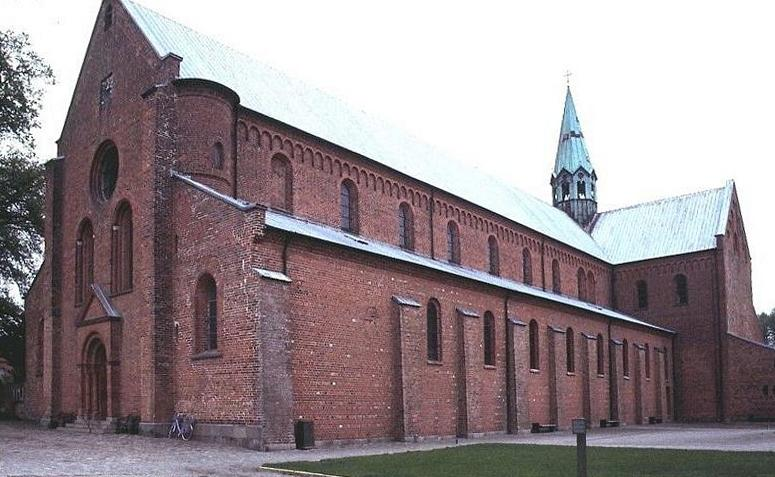

- Sorø (8 400)
- Dianalund (4 093)
- Frederiksberg (4 053)
- Stenlille (2 048)